# Eichsfeld (huyện)

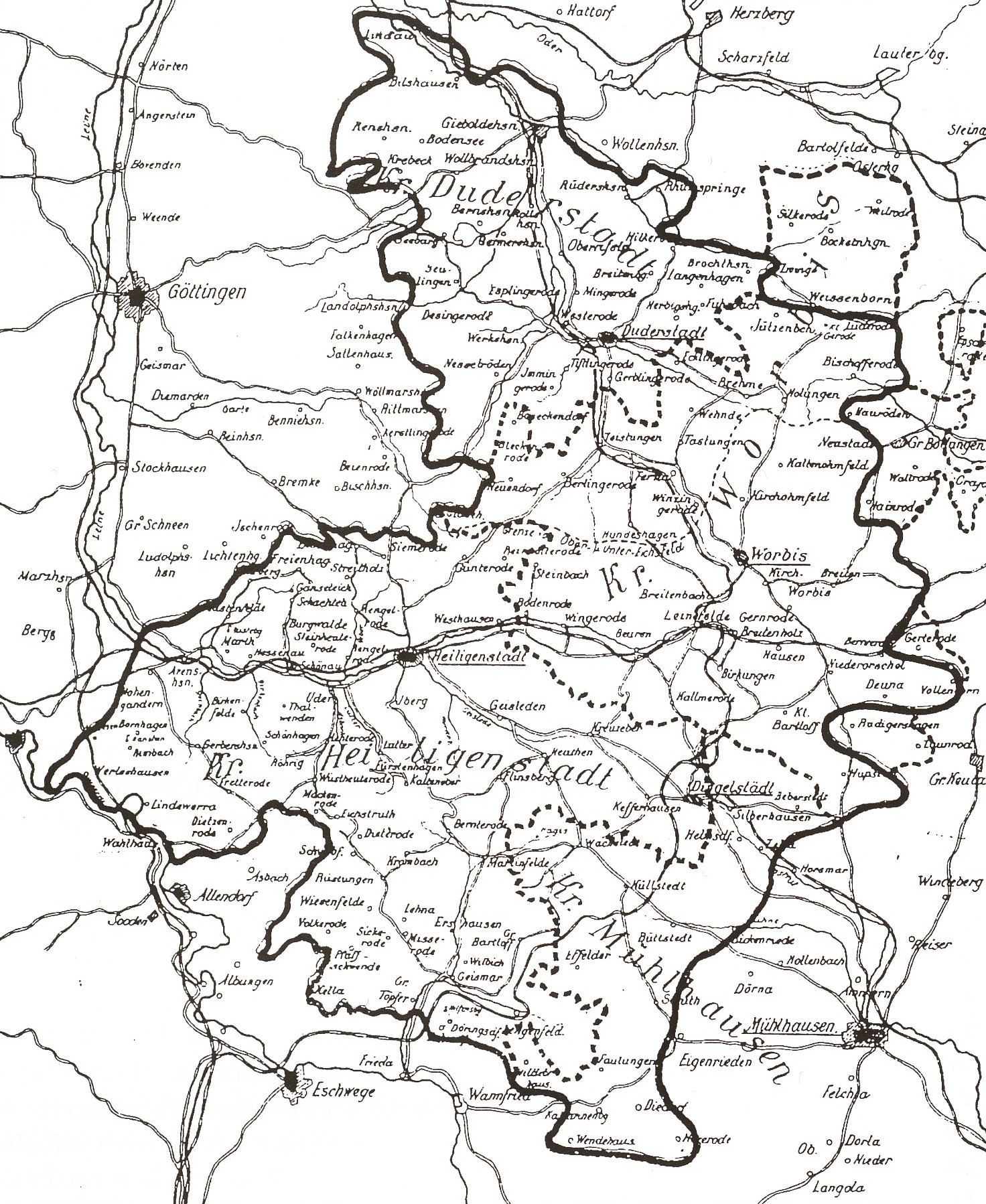
Vùng lịch sử Eichsfeld (cho đến năm 1945)

Eichsfeld là một huyện ở Thüringen, Đức, và thuộc vùng lịch sử Eichsfeld. Các đơn vị giáp ranh (từ phía đông theo chiều kim đồng hồ) là: các huyện Nordhausen, Kyffhäuserkreis và Unstrut-Hainich, các bang Hesse (huyện Werra-Meißner) và Niedersachsen (các huyện Göttingen và Osterode).

## Lịch sử
Trong thời kỳ Trung cổ, Eichsfeld, lớn hơn huyện Eichsfeld ngày nay, thuộc sở hữu của các giám mục của Mainz.
Eichsfeld là vùng duy nhất của Thüringen không chấp nhận Cải cách Kháng cách.
Năm 1801, các khu vực sở hữu của giám mục bị giải thể, Phổ đã giành được khu vực này và chỉ chịu mất trong cuộc chiến tranh Napoleon. Trong hội nghị Viên (1815) Phố cũng như vương quốc Hanover đòi Eichsfeld. Vùng này được chia đôi cho hai nước này. Dù Hanover bị Phổ thôn tín năm 1866, đây vẫn là ranh giới của hai tỉnh thuộc Phổ, sau này là biên giới giữa Đông Đức và Tây Đức, và ngày nay là giữa Thuringen và Niedersachsen.
Huyện như ngày nay được lập vào năm 1994 thông qua việc sáp nhập các huyện Worbis và Heiligenstadt.

## Các thị xã và đô thị
| Thị xã không thuộc Verwaltungsgemeinschaft    |
| --------------------------------------------- |
| 1. Heilbad Heiligenstadt 2. Leinefelde-Worbis |

| Verwaltungsgemeinschaften | Verwaltungsgemeinschaften | Verwaltungsgemeinschaften |
| --- | --- | --- |
| - 1. Dingelstädt 1. Dingelstädt1, 2 2. Helmsdorf 3. Kallmerode 4. Kefferhausen 5. Kreuzebra 6. Silberhausen - 2. Eichsfelder Kessel 1. Deuna 2. Gerterode 3. Hausen 4. Kleinbartloff 5. Niederorschel1 6. Vollenborn - 3. Eichsfeld-Südharz 1. Bischofferode 2. Bockelnhagen 3. Großbodungen 4. Holungen 5. Jützenbach 6. Neustadt 7. Silkerode 8. Steinrode 9. Stöckey 10. Weißenborn-Lüderode1 11. Zwinge - 4. Eichsfeld-Wipperaue 1. Bernterode (bei Worbis) 2. Breitenworbis1 3. Buhla 4. Gernrode 5. Haynrode 6. Kirchworbis | - 5. Ershausen/Geismar 1. Bernterode (bei Heilbad Heiligenstadt) 2. Dieterode 3. Geismar 4. Kella 5. Krombach 6. Pfaffschwende 7. Schimberg1 8. Schwobfeld 9. Sickerode 10. Volkerode 11. Wiesenfeld - 6. Hanstein-Rusteberg 1. Arenshausen 2. Bornhagen 3. Burgwalde 4. Freienhagen 5. Fretterode 6. Gerbershausen 7. Hohengandern1 8. Kirchgandern 9. Lindewerra 10. Marth 11. Rohrberg 12. Rustenfelde 13. Schachtebich 14. Wahlhausen - 7. Leinetal 1. Bodenrode-Westhausen1 2. Geisleden 3. Glasehausen 4. Heuthen 5. Hohes Kreuz 6. Reinholterode 7. Steinbach 8. Wingerode | - 8. Lindenberg/Eichsfeld 1. Berlingerode 2. Brehme 3. Ecklingerode 4. Ferna 5. Hundeshagen 6. Tastungen 7. Teistungen1 8. Wehnde - 9. Uder 1. Asbach-Sickenberg 2. Birkenfelde 3. Dietzenrode-Vatterode 4. Eichstruth 5. Lenterode 6. Lutter 7. Mackenrode 8. Röhrig 9. Schönhagen 10. Steinheuterode 11. Thalwenden 12. Uder1 13. Wüstheuterode - 9. Westerwald-Obereichsfeld 1. Büttstedt 2. Effelder 3. Großbartloff 4. Küllstedt1 5. Wachstedt |
| 1thủ phủ của Verwaltungsgemeinschaft; 2thị xã | | |